# Särkirivier (Pajala)
De Särkirivier (Zweeds: Särkijoki) is een rivier die stroomt in de Zweedse gemeente Pajala. De rivier verzorgt de afwatering van het plaatselijk moeras Särkivuomo en bovendien krijgt ze water van een aantal beken, die vanuit het noorden stromen en samenvloeien, de belangrijkste daarvan is de Särkioja. Ze is ongeveer 15 kilometer lang en levert haar water af aan de Keräntörivier
Afwatering: Särkirivier → Keräntörivier → Lainiorivier → Torne → Botnische Golf